# 아서 힐더샘

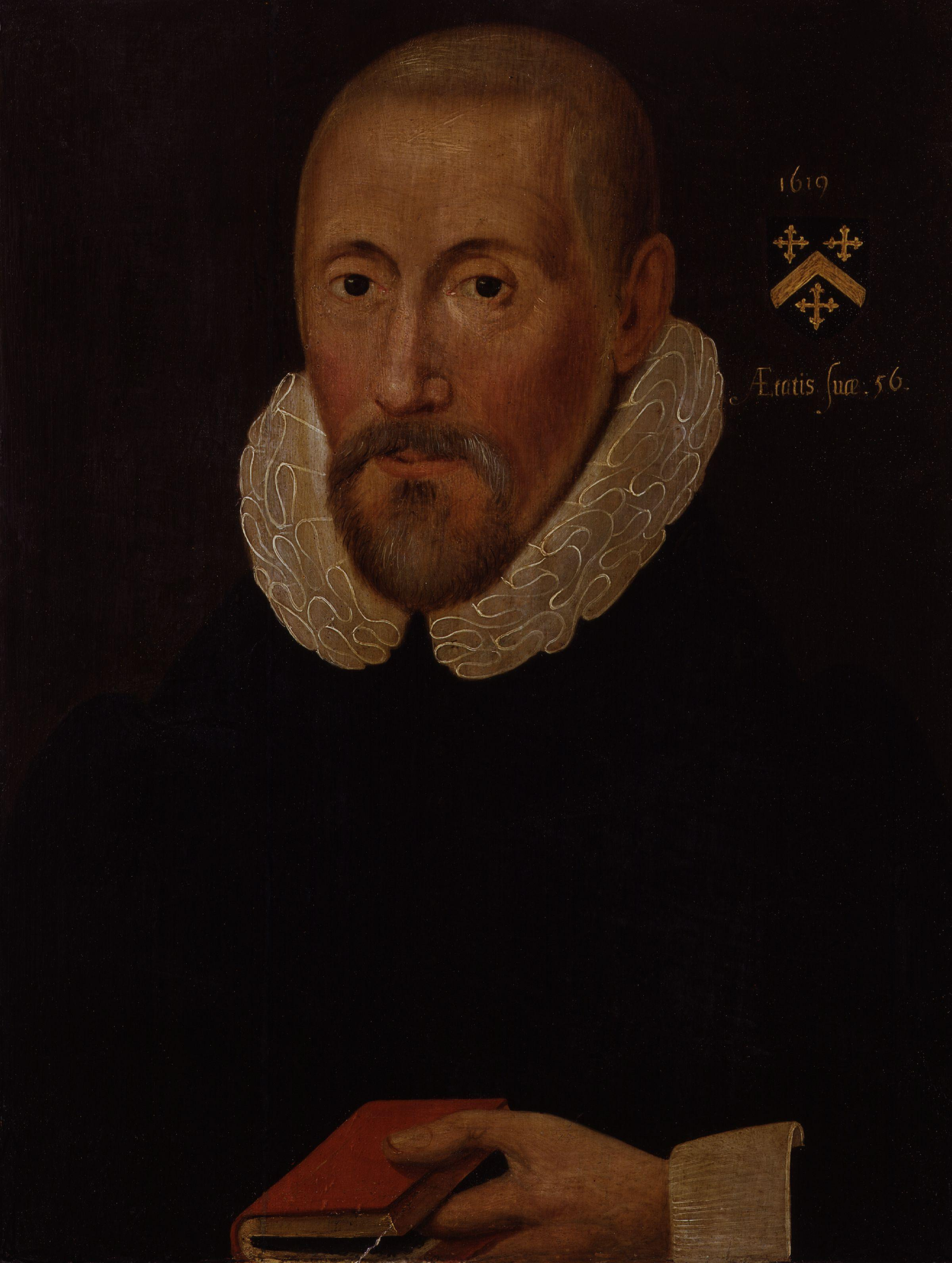
아서 힐더샘

아서 힐더샘(Arthur Hildersham; 1563년 - 1632년)은 영국 캠브리지셔, 스테치워스에서 태어나 로마 가톨릭 세례를 받았다. 그의 부모인 토마스와 앤은 독실한 가톨릭 신자로 아서에게 가톨릭 신앙을 가르쳤다. 하지만, 왈든에 있는 문법학교에서 그는 개신교 신자인 스승을 만나 개종하였다.
1576년에 크라이스츠 칼리지 (케임브리지 대학교)에 입학하여 로렌스 채더톤의 영향으로 청교도신앙을 만나게 된다.

## 거짓확신과 참확신 구별법[2]
1. 참 확신은 오직 말씀의 설교를 들은 후에, 일정 기간의 절망 뒤에야 주어졌다. 성도들은 항상 “자기들에게 많은 두려움을 가져왔던 속박의 영을 가졌던” 때를 기억할 수 있었다.
2. 거짓 확신을 가진 자들은 “어떤 두려움이나 의심에 의한 고통을 당한 적이 한번도 없었다.”
3. 성도의 확신은 “하나님의 선하심과 그리스도의 공로에 대한 일반적 설득”이나 혹은 “자기들 속에 있는 어떤 공적 미덕”에 근거하는 법이 절대 없었다. 그것은 “하나님의 영의 증거”에 근거했다. (
4. 진정한 확신은 행실의 변화를 동반했다. 그것은 퍼킨스가 은혜 역사의 최종 단계라고 주장하고 청교도들이 성화라고 부른 하나님의 명령에 대한 순종이다. 그러나 성화가 비록 칭의의 증거이기는 하지만 틀릴 수 있는 종류의 증거로 생각했다. 진정한 확신과 거짓 확신을 구별할 수 있는 가장 확실한 표지는 계속적인 불완전 함이었다. “성도들은 완전한 확신을 가지고 있지 않다. 그들은 의심과 두려움으로 종종 고통을 당한다. …그러나 이 거짓 확신을 가지고 있는 자들은 종종 아주 자신이 있고 결코 의심하는 법이 없다.”